# Stephanie Brown-Trafton
Stephanie Karenmonica Brown-Trafton (San Luis Obispo, 1º dicembre 1979) è una discobola statunitense, campionessa olimpica ai Giochi di Pechino del 2008 con la misura di 64,74 m, precedendo la cubana Yarelys Barrios di poco più di un metro.

## Record nazionali
- Lancio del disco 67,74 m ( Wailuku 4 maggio 2012)

## Palmarès
| Anno | Manifestazione   | Sede         | Evento           | Risultato | Misura  | Note |
| ---- | ---------------- | ------------ | ---------------- | --------- | ------- | ---- |
| 2004 | Olimpiadi        | Atene        | Lancio del disco | 22ª       | 58,54 m |      |
| 2007 | Campionati NACAC | San Salvador | Lancio del disco | Oro       | 59"27   |      |
| 2008 | Olimpiadi        | Pechino      | Lancio del disco | Oro       | 64,74 m |      |
| 2009 | Mondiali         | Berlino      | Lancio del disco | 12ª       | 58,53 m |      |
| 2011 | Mondiali         | Taegu        | Lancio del disco | 5ª        | 63,85 m |      |
| 2012 | Olimpiadi        | Londra       | Lancio del disco | 7ª        | 63,01 m |      |